# Por (Armenia)
Por (in armeno Փոռ?) è un comune di 150 abitanti (2001) della Provincia di Vayots Dzor in Armenia.